# 今野国雄
今野 国雄（こんの くにお、今野國雄、1923年3月18日 - 2001年5月23日）は、日本の歴史学者。西洋史専攻。

## 来歴
宮城県生まれ。1950年旧制東京商科大学（現一橋大学）で上原専禄に師事。同大を卒業後、関東学院大学経済学部助教授、教授を経て、1983年青山学院大学文学部史学科教授。1991年退任。 
妻は歌人の今野さなへ（国語学者山田孝雄の子女）、子息に日本語学者の今野真二（清泉女子大学教授）がいる。

## 著書
- 修道院 近藤出版社、1971.世界史研究双書
- 西欧中世の社会と教会 岩波書店、1973
- 西洋中世世界の発展 1979.2.岩波全書
- 修道院 祈り・禁欲・労働の源流 1981.3.岩波新書
- 史路遍歴 新地書房、1988.3
- 巡礼と聖地 キリスト教巡礼における心の探求 ペヨトル工房、1991.9
- ヨーロッパ中世の心 日本放送出版協会、1997.11.NHKライブラリー

## 翻訳
- 中世異端史　H.グルントマン 創文社、1974.歴史学叢書
- 聖フランチェスコ 万物への愛と福音の説教者 編訳 世界を創った人びと 7.平凡社、1978.12

## 参考
- 「修道院」著者略歴